# Protaetia sutchuenica
Protaetia sutchuenica är en skalbaggsart som beskrevs av Miksic 1984. Protaetia sutchuenica ingår i släktet Protaetia och familjen Cetoniidae. Inga underarter finns listade i Catalogue of Life.